# Шпагино (село)
Шпагино — село в Заринском районе Алтайского края России. Входит в состав Новомоношкинского сельсовета.

## История
В «Списке населенных мест Российской империи» 1868 года издания населённый пункт упомянут как заводская деревня Шпагина Барнаульского округа (1-го участка) Томской губернии при речке Черемшанке. В деревне имелось 36 дворов и проживало 165 человек (82 мужчины и 83 женщины).

В 1899 году в деревне, относящейся к Чумышской волости Барнаульского уезда, имелось 111 дворов (105 крестьянских и 6 некрестьянских) и проживало 636 человек (301 мужчина и 335 женщин). Работал хлебозапасный магазин, две мелочные лавки и школа грамоты.
По состоянию на 1911 год Шпагина включала в себя 170 дворов. Имелись хлебозапасный магазин, мануфактурная и две мелочные лавки, две маслобойни и мельница. Население на тот период составляло 958 человек.

В 1926 году в деревне имелось 261 хозяйство и проживало 1254 человека (585 мужчин и 669 женщин). Работала школа I ступени, изба-читальня и лавка общества потребителей. Шпагино являлось центром сельсовета Чумышского района Барнаульского округа Сибирского края.

## География
Село находится в северо-восточной части Алтайского края, в пределах Бийско-Чумышской возвышенности, на берегах реки Малая Черемшанка, на расстоянии примерно 25 километров (по прямой) к западу-юго-западу (WSW) от города Заринск, административного центра района.

Климат умеренный, континентальный. Средняя температура января составляет −17,7 °C, июля — +19,2 °C. Годовое количество атмосферных осадков — 450 мм.

## Население
| 1997 | 1998 | 1999 | 2000 | 2001 | 2002 | 2003 |
| ---- | ---- | ---- | ---- | ---- | ---- | ---- |
| 244  | ↘218 | ↗221 | ↗224 | ↗231 | ↘209 | ↘207 |
| 2004 | 2005 | 2006 | 2007 | 2008 | 2009 | 2010 |
| ↘200 | ↗201 | ↘191 | ↗195 | ↘186 | →186 | ↘165 |
| 2011 | 2012 | 2013 |      |      |      |      |
| ↗168 | ↘149 | ↘118 |      |      |      |      |

Согласно результатам переписи 2002 года, русские составляли 95 %.

## Известные уроженцы
- Балыбердин, Владимир Сергеевич (1948—1994) — первый советский альпинист, взошедший на Эверест. Заслуженный мастер спорта СССР (1982)

## Инфраструктура
В селе работает фельдшерско-акушерский пункт (филиал КГБУЗ «Центральная городская больница г. Заринск»).

## Улицы
Уличная сеть села состоит из семи улиц.